# Rammstein (chanson)
Pour le groupe allemand, voir Rammstein.
Pour l'album, voir Rammstein (album).
 (janvier 2023).
Si vous disposez d'ouvrages ou d'articles de référence ou si vous connaissez des sites web de qualité traitant du thème abordé ici, merci de compléter l'article en donnant les références utiles à sa vérifiabilité et en les liant à la section « Notes et références ».
Pistes de Herzeleid
Laichzeit
(10)
Rammstein est une chanson du groupe éponyme allemand de métal industriel. Il s'agit de la onzième et dernière piste de leur premier album Herzeleid.
La chanson est présente dans le film Lost Highway de David Lynch sorti en 1997.

## Thème
La chanson évoque l'accident aérien de Ramstein qui fit 70 morts et plusieurs centaines de blessés le 28 août 1988.

## Sur scène
Lors du concert Live aus Berlin donné en août 1998, Till Lindemann arrive sur scène depuis une trappe située sous celle-ci. Il est porteur de lunettes équipées d'un faisceau laser vert et d'un long manteau qui s'enflamme au cours de l'interprétation de la chanson.
Lors du Reise, Reise Tour, Till ne porte plus la veste enflammée, mais deux lance-flammes montés sur chaque bras.
Rammstein a été joué quasiment lors de chaque tournée du groupe.
Lors du Rammstein Stadium Tour en 2019, Rammstein fait son retour avec de nouveaux effets scéniques. Les lumières de la scène évoquent celles d'un aéroport et Till est désormais doté d'un sac a dos projetant des flammes en demi-cercle.